# Corridor de Suwałki
Le corridor de Suwałki ou couloir de Suwalki (en polonais : przesmyk suwalski, en lituanien : Suvalkų koridorius), est un corridor géopolitique long de 85 km qui correspond à la frontière lituano-polonaise ou de 65 km à vol d'oiseau. Il sépare la Lituanie, au nord-est, de la Pologne, au sud-ouest, deux pays membres à la fois de l'Union européenne et de l'OTAN, et relie l'oblast de Kaliningrad, au nord-ouest, qui appartient à la Russie, et la Biélorussie, au sud-est.

## Histoire
Le traité de Suwałki (ou accord de Suwalki), signé le 7 octobre 1920, met un terme à la guerre entre la Pologne et la Lituanie. Cet accord détermine la ligne de démarcation qui traverse la région de Suwałki et fixe la frontière actuelle entre la Pologne et la Lituanie, deux États désormais membres de l'Union européenne et de l'OTAN.

## Dénomination

### Origine du nom
Le corridor ou couloir de Suwałki tire son nom de la ville polonaise du même nom.

### Utilisation
La dénomination de « corridor de Suwałki » est utilisée principalement dans un contexte militaire, en raison du fait que cette bande de terre assure, seule, une continuité territoriale entre les trois États baltes et les autres pays de l'OTAN (Pologne au premier chef).
On utilise également les dénominations suivantes : passage, couloir ou trouée.

## Géographie

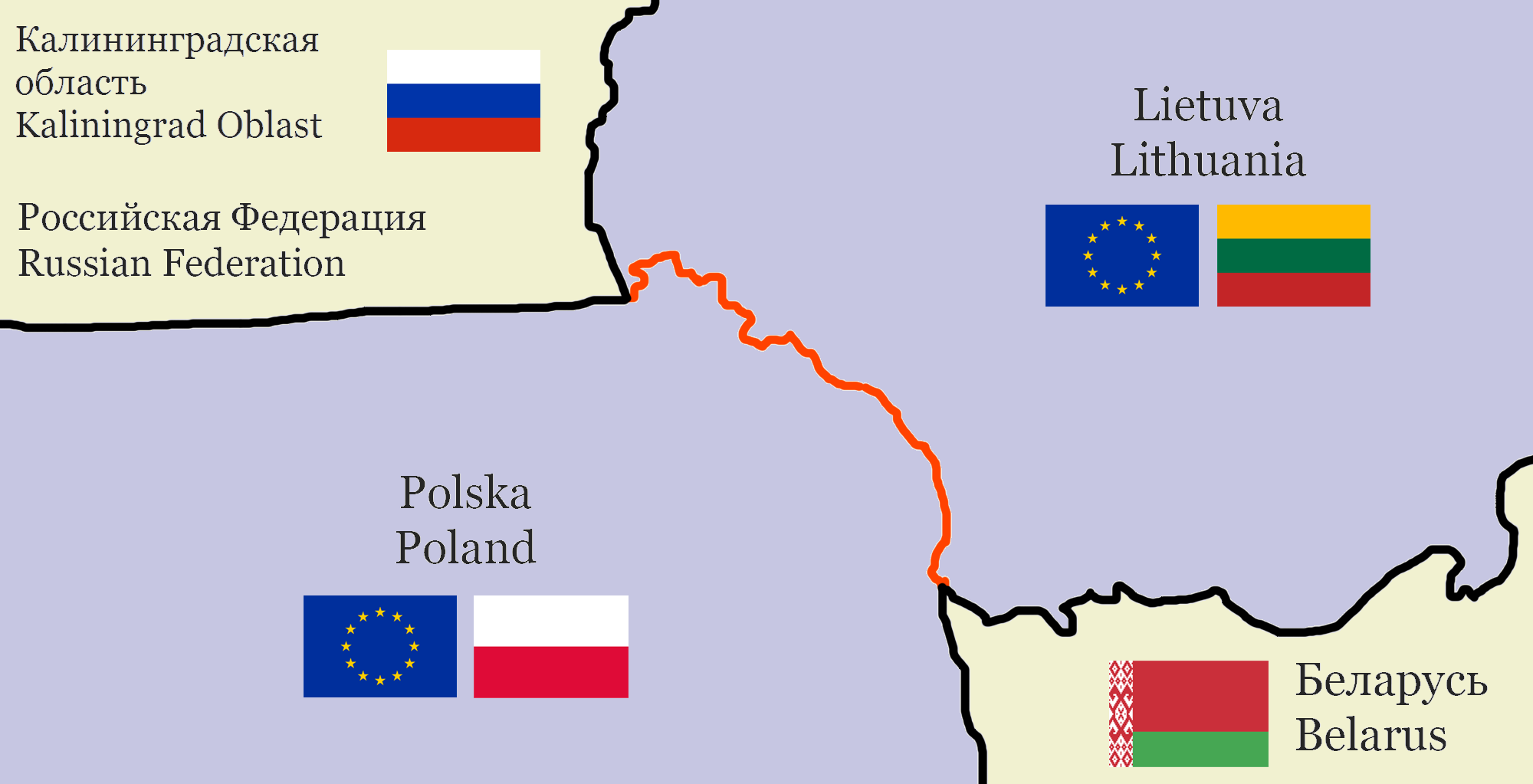
Carte illustrant les frontières entre la Pologne, la Russie, la Biélorussie et la Lituanie.

Le couloir de Suwałki est une bande de terre dans le nord-est de la Pologne et le sud de la Lituanie, autour de la ville de Suwałki. Le corridor de Suwałki est situé à la plus petite distance entre l'exclave de Kaliningrad, qui appartient à la Russie, et la Biélorussie, qui entretient des relations étroites avec la Russie. La distance à vol d'oiseau entre l'Oblast de Kaliningrad et la Biélorussie mesure 65,4 km à son point le plus étroit.
Région peu peuplée couverte de forêts, lacs et marécages, la partie orientale suit sur 12 km les méandres de la Marycha (lituanien : Seina), petite rivière qui sert de frontière naturelle polono-lituanienne et lituano-biélorusse. Aucun axe routier ne traverse cette région pour relier la Biélorussie et l'exclave de Kaliningrad.

## Enjeux militaires
La dissolution de l'URSS et celle du pacte de Varsovie créèrent des frontières qui isolèrent Kaliningrad de la Russie. Le passage de Suwałki constitue depuis le plus court chemin de la Biélorussie, alliée de la Russie, à Kaliningrad –  mais aucun passage terrestre de troupes russes dans ce corridor n'a jamais eu lieu jusqu'à présent.
Depuis la fin des années 2010, le couloir de Suwałki se trouve en première ligne d’une tension grandissante entre l'OTAN et la Russie post-soviétique.
Ce passage terrestre devient un lieu stratégique. Il suscite les craintes des pays Baltes, qui y voient depuis longtemps une possible porte d'entrée pour les troupes russes. Une invasion russe isolerait les pays Baltes de l’Alliance atlantique,. Il est considéré depuis longtemps comme le talon d’Achille de l’OTAN et constitue son maillon faible sur le flanc oriental.